# Bobartia gladiata
Bobartia gladiata är en irisväxtart som först beskrevs av Carl von Linné d.y., och fick sitt nu gällande namn av Ker Gawl. Bobartia gladiata ingår i släktet Bobartia och familjen irisväxter.

## Underarter
Arten delas in i följande underarter:
- B. g. gladiata
- B. g. major
- B. g. teres